# Grúňový potok
Grúňový potok – niewielki ciek wodny w Niżnych Tatrach na Słowacji, prawobrzeżny dopływ Bocy w dorzeczu Wagu.
Cały tok we wschodniej części pasma Niżnych Tatr (Kráľovohoľskie Tatry). Źródła po północnej stronie głównego grzbietu niżnotatrzańskiego na odcinku Bacúšske sedlo – Jánov grúň (stąd nazwa), na wysokości ok. 1130-1150 m n.p.m. Spływa w kierunku północnym, następnie północno-zachodnim głęboką doliną, początkowo całkowicie zalesioną, niżej luźno zabudowaną. W górnej części Bocianskiej doliny, w miejscowości Vyšná Boca, na wysokości ok. 950 m n.p.m., uchodzi do Bocy.
Dolną częścią doliny wiedzie niebiesko  znakowany szlak turystyczny z Vyšnej Bocy na Bacúšske sedlo.